# Homoneura severini
Homoneura severini är en tvåvingeart som beskrevs av Shewell 1939. Homoneura severini ingår i släktet Homoneura och familjen lövflugor. Inga underarter finns listade i Catalogue of Life.